# Dáni Nándor (bíró)
Gyarmatai Dáni Nándor, névváltozat: Danné (Szeged, 1829. szeptember 8. – Budapest, 1891. január 1.) királyi kúriai bíró.

## Családja
Dani Balázs pékmester és Katzenmayer Terézia fia. Dani József és Dáni Ferenc testvére. Szegeden vette feleségül magyarcsékei Korda Erzsébet, gyermekeik: Balázs, Béla Nándor és Róza.

## Élete
Szegeden tanult, majd a piaristáknál járt gimnáziumba. 1848–1849-ben honvédhadnagy volt. A világosi fegyverletételt követően megkezdte jogi tanulmányait és Pesten szerzett végbizonyítványt, majd letette az ügyvédi vizsgát. 1867-ben jelent meg jogi dolgozatat, 1870-ben pedig az újonnan megalakított Magyar Királyi Ítélőtábla bírája lett.  1884-ben a családtagjaival együtt nemesi rangot kapott, később a Magyar Királyi Kúria bírájává választották. Háza Szegeden a Palánkban állt.

## Munkái
Értekezései: A házasságon kivül született gyermekek jogviszonyai és A birói hatóságok ügyrendtartásáról. (Jogtudományi Hetilap 1867.)